# Verband für Unabhängige Gesundheitsberatung
Der UGB – Verband für Unabhängige Gesundheitsberatung  e. V. ist ein gemeinnütziger Verein, der im Jahr 1981 in Gießen gegründet wurde und heute rund 2000 Mitglieder hat. Zusätzlich zu der Geschäftsstelle in Gießen besitzt der UGB noch Geschäftsstellen in der Schweiz und in Österreich.
Der Verband hat nach seiner Ansicht durch seine Arbeit entscheidend dazu beigetragen, dass das Konzept der Vollwerternährung in den 1990er Jahren in wesentlichen Teilen in die Ernährungsempfehlungen der Deutschen Gesellschaft für Ernährung (DGE) aufgenommen wurde. Finanziert wird die Arbeit des UGB aus Mitgliedsbeiträgen und Spenden. Um eine unabhängige Arbeit zu gewährleisten, wird auf die Unterstützung durch Wirtschaft, politische oder ideologische Interessengruppen verzichtet.
Der Verein publiziert Artikel zu aktuellen Ernährungs- und Gesundheitsfragen in der Fachzeitschrift UGB-Forum. Schwerpunkte sind neben ganzheitlichen Gesundheitsthemen und Vollwert-Ernährung speziell die Ernährung von Kindern und Säuglingen, Fasten und Abnehmen. Einige Artikel sind auf der Internetseite des Verbandes verfügbar.

## UGB-Akademie
Die Seminare und Ausbildungen der UGB-Akademie richten sich sowohl an spezielle Berufsgruppen wie Ökotrophologen, Diätassistentinnen, Hauswirtschafterinnen, Köche, Fachkräfte aus der Naturkostbranche, Pädagogen, Physiotherapeuten und andere Gesundheitsberufe als auch an gesundheitsinteressierte Menschen. Neben Einzelseminaren und zertifizierten Ausbildungen mit Abschlussprüfungen (z. B. zum „Gesundheits-Trainer“) veranstaltet die Akademie Tagungen und Symposien zu aktuellen Ernährungs- und Gesundheitsfragen.

## UGB-Forum
Das UGB-Forum ist eine Fachzeitschrift aus dem Gesundheitsbereich. Sie veröffentlicht Aktuelles aus Ernährung, Gesundheit und Umwelt. Neben Hintergrundbeiträgen liefert sie auch praktische Tipps für eine gesunde und ökologische Lebensweise. Die Zeitschrift richtet sich sowohl an spezielle Berufsgruppen aus dem Ernährungs-, Gesundheits- und Pädagogikbereich als auch an gesundheitsinteressierte Menschen. Das werbefreie Magazin erscheint zweimonatlich in einer Auflage von 5000 bis 6000 Exemplaren.
Zusätzlich zum UGB-Forum sind bis jetzt acht Sonderhefte UGB-Forum spezial zu verschiedenen Themen erschienen.

## Ernährungsberater UGB
Als berufliche Weiterbildung für Ökotrophologen, Ernährungswissenschaftler und Diätassistenten bietet der UGB das Zertifikat Ernährungsberater UGB an. Damit werden Fachkräfte qualifiziert, die die Anbieterqualifikation des Spitzenverbandes der gesetzlichen Krankenversicherung des Leitfadens Prävention erfüllen. Dadurch wird es den Ernährungsfachkräften ermöglicht mit den Krankenkassen abzurechnen. Für Verbraucher hilft das Zertifikat dabei einen qualifizierten Ernährungsberater zu finden.